# Gasbil

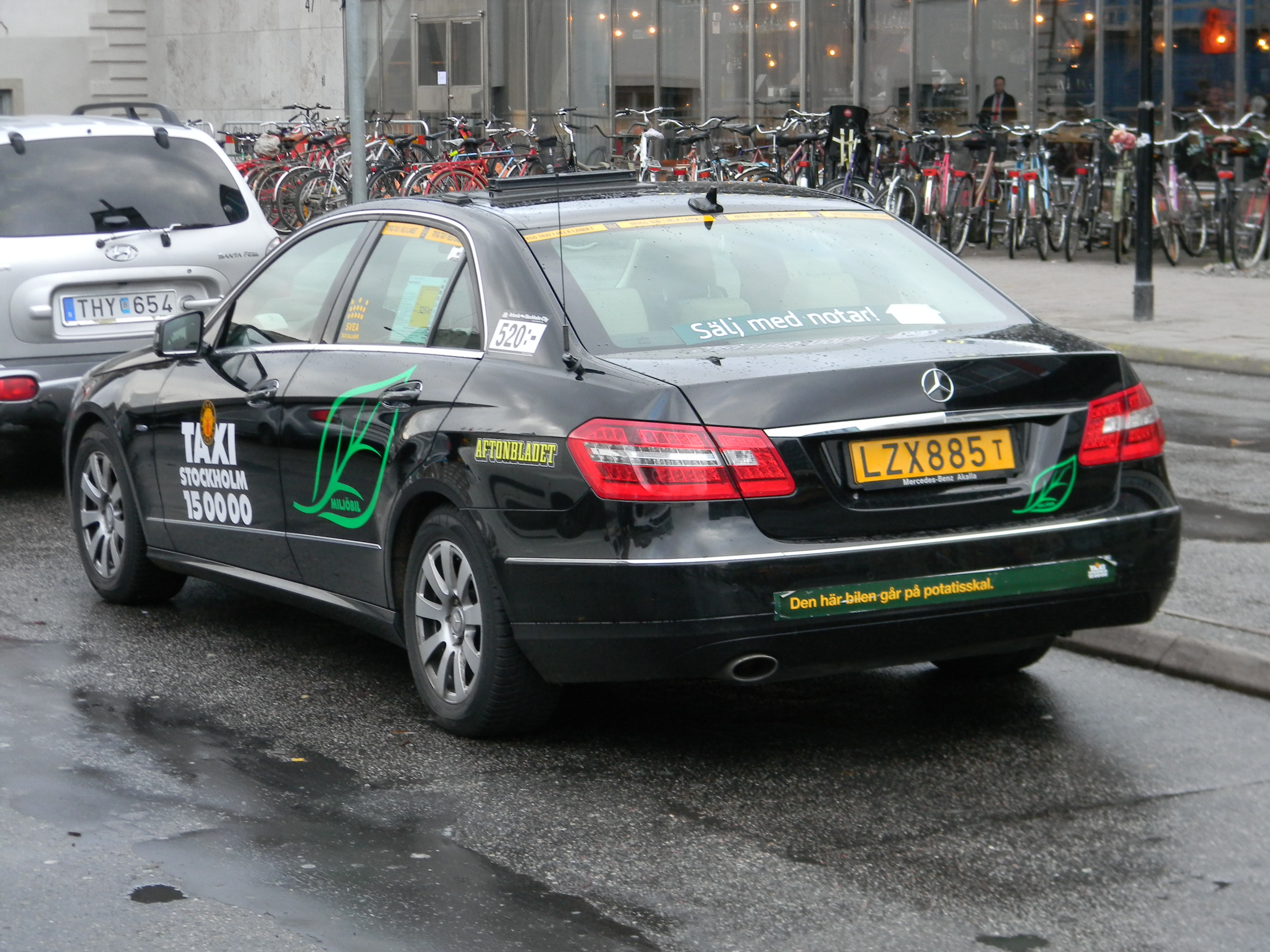
Gasbil som gör reklam för biogas: "Den här bilen går på potatisskal"

Gasbil, bil med förbränningsmotor för gasdrift. De två vanligaste formerna för gasdrift är CNG (Compressed Natural Gas, "komprimerad naturgas") och LPG (Liquid Petroleum Gas, ungefär gasol). Den svenska termen för CNG är fordonsgas, och trots den engelska förkortningen kan fordonsgasen bestå både av naturgas och biogas. Den svenska benämningen på LPG, gasol for fordonsdrift, är motorgas. Motorerna i gasbilar är oavsett typ av gas lika bensinmotorer, och gasbilar kan ofta köras både på bensin och gas. Men tyngre fordon som lastbilar och bussar är enbart anpassad för gas.

## CNG, fordonsgas
Fordonsgas består antingen av naturgas, biogas eller en blandning av dessa. I båda fallen består gasen till största delen av metan. Tankställena kan vara anslutna till ett naturgasnät, en biogasanläggning eller ha egna lagringstankar. I tankstationen komprimeras gasen och lagras i bilens gastankar under stort tryck (i storleksordningen 200 bar). Den förblir i gasform under lagring. Bilar avsedda för fordonsgas brukar även kunna köras på bensin, men i många länder är kostnaden vid gasdrift betydligt lägre.

## LPG, motorgas
Motorgas är den svenska benämningen på gasol när den används för fordonsdrift. Gasol består till större delen av propan och lagras i flytande form under relativt lågt tryck (ungefär 20 bar). Motorgas och fordonsgas är inte utbytbara eftersom tankar och gassystem är helt olika uppbyggda.

## Miljöpåverkan
Jämfört med till exempel bensindrift ger gasdrift lägre utsläpp av bland annat partiklar. Gas som består av biogas är ett biobränsle och ger liten klimatpåverkan. Naturgas ger något mindre koldioxidutsläpp än drift med andra fossila bränslen.

## Gasbilar i Sverige
Den vanligaste typen av gasbil i Sverige drivs med fordonsgas. Gasbilar är klassade som miljöbilar och reducerar därför förmånsvärdet för förmånsbilar med 40 procent. Antalet gasbilar i Sverige var den 1 januari 2010 drygt 23 000. Gasbilarna utgjorde 2009 7,5 procent av alla miljöbilar sålda i Sverige.